# TransCanada Tower
El TransCanada Tower es un rascacielos de oficinas ubicado en 450 1st Street SW en la ciudad de la ciudad de Calgary, en la provincia canadiense de Alberta. Tiene 38 pisos, mide 177 metros de altura y se completó en 2001. Fue diseñado por el estudio de arquitectura Cohos Evamy. La torre da a James Short Park.
La Torre TransCanada alberga las oficinas centrales de TC Energy (anteriormente TransCanada Corporation). También es el lugar de Calgary para las sesiones y audiencias del Tribunal de Apelación de Alberta. Es el 9° edificio más alto de la ciudad.

## Galería

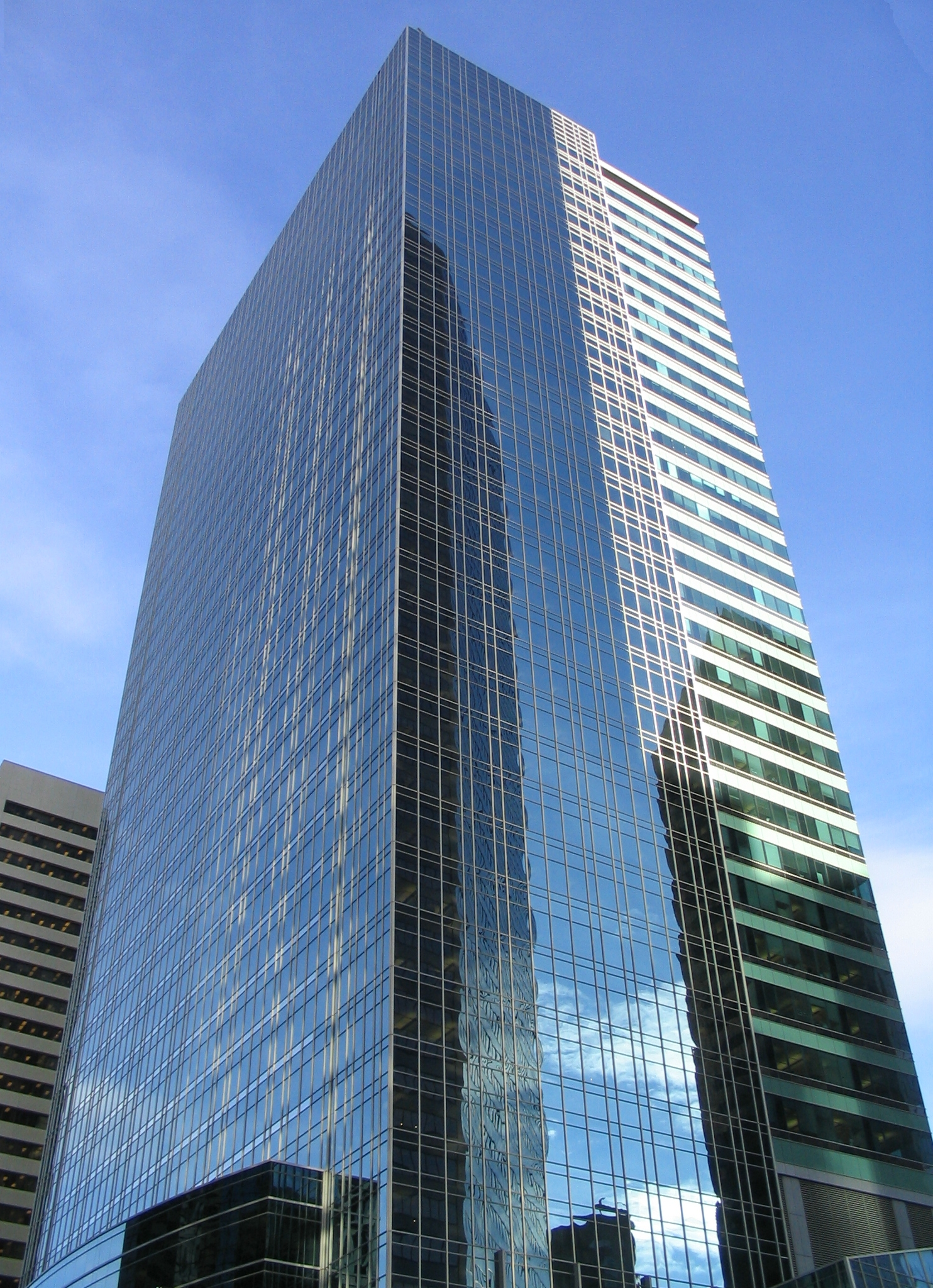
Fachada occidental
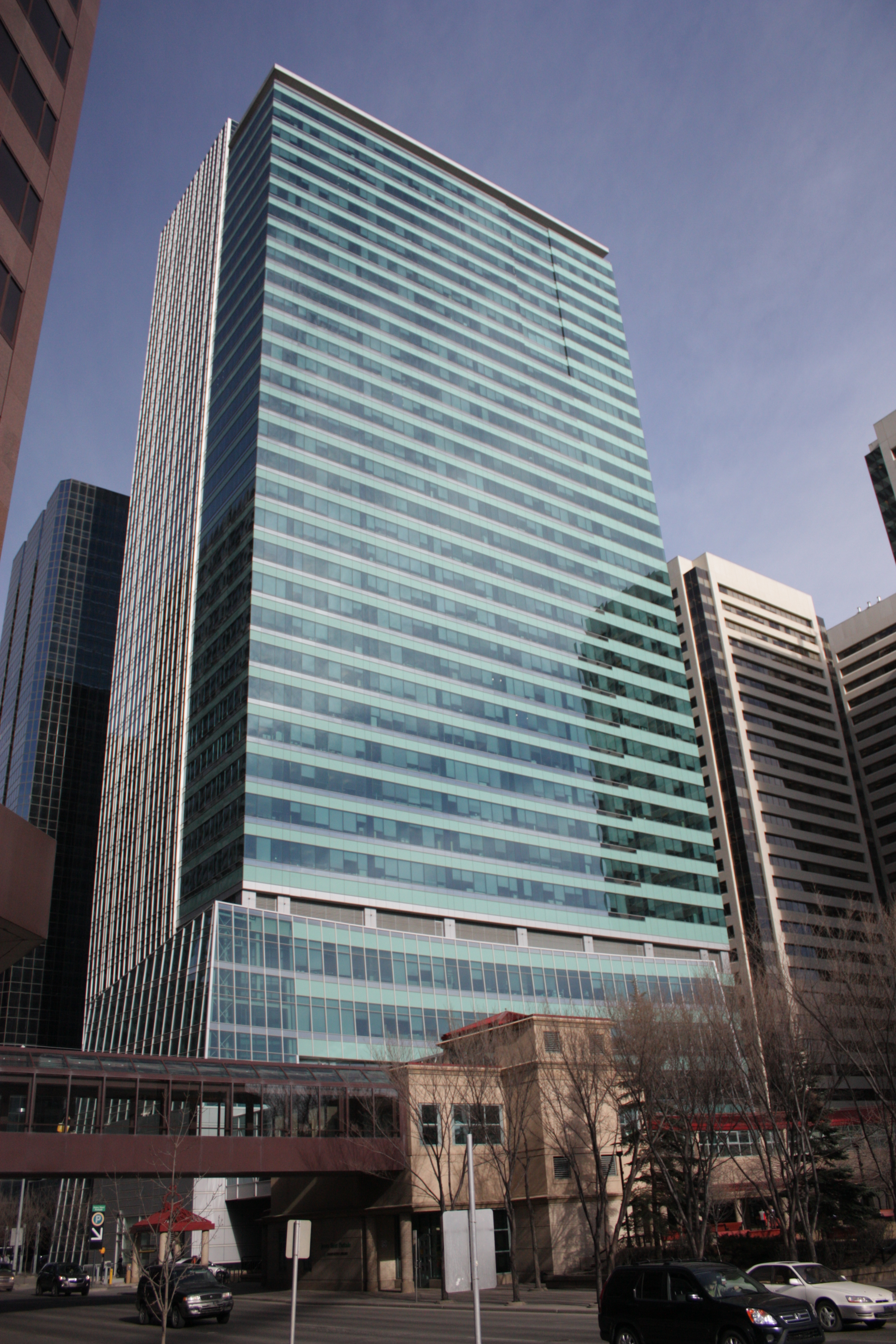
Fachada oriental
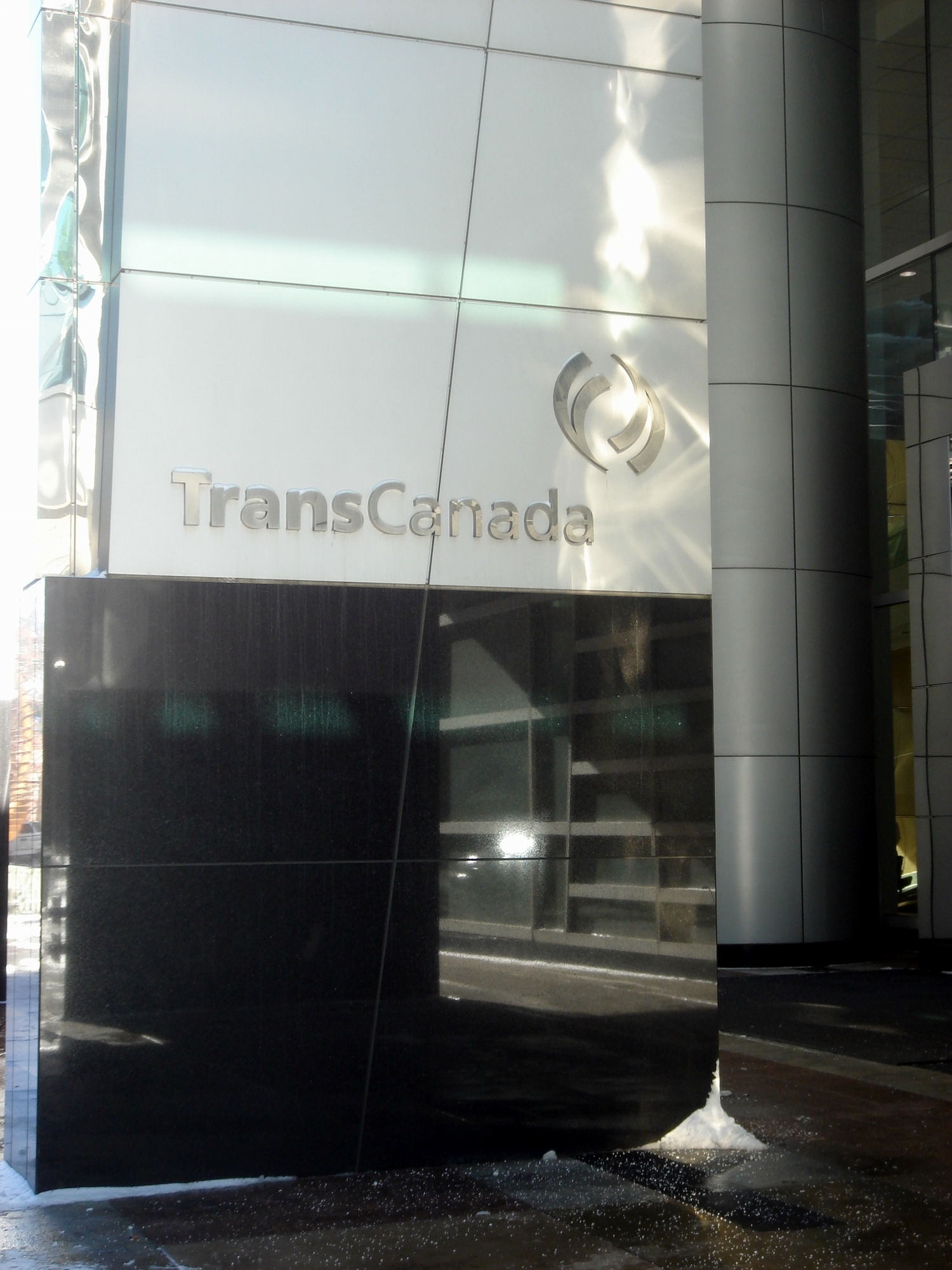
Logotipo en la entrada